# Dorotea Wilson
Dorotea Wilson Tathum (Puerto Cabezas, Nicaragua, 15 de agosto de 1948) es una feminista nicaragüense. En 1982 fundó el Grupo Cultural Negro.

## Biografía
Wilson es una mujer creol, fue una de 9 hermanos, a los 12 años sus padres se separaron y poco después pasó al cuidado de su padre. Posteriormente se integraría a una congregación religiosa durante 9 años.

## Obra
Es fundadora de la organización Voces Caribeñas y hasta 2018 fue Coordinadora General de la Red de Mujeres Afrolatinoamericanas, Afrocaribeñas y de la Diáspora, organizaciones que defienden los Derechos de las mujeres haciendo énfasis en la discriminación racial.
En 2015 organizó la Primera Cumbre de lideresas Afrodescendientes de las Américas que se realizó del 26 al 28 de junio de 2015 en Managua, Nicaragua,  en su discurso de inauguración hizo referencia a las limitaciones que enfrentan las mujeres afrodescendientes en América Latina, el Caribe y la Diáspora. Manifestó que aún persisten brechas de género pero también étnico raciales para acceder al poder político, a la educación y la salud. Destacó la importancia de que en cada país de la Región se reconozca la existencia de la discriminación y se adopten en acciones para enfrentarla.